# Gänginsats
Gänginsats är ett slags förbandsteknik som skapar starka förband, även i svåra fästtekniska applikationer. Gänginsatser ger en pålitlig gänga i material med låg hållfasthet. Gänginsatser fungerar i många material och applikationsmöjligheterna är så gott som obegränsade. De allra flesta gänginsatser monteras idag i produkter av plast. Andra användningsområden är inom träindustrin och möbeltillverkning samt olika typer av metallkonstruktioner.
Helicoil är ett varumärke och ett fabrikat avseende gänginsatser. Det är även ett begrepp för gänginsatser för främst reparationsändamål. Gänginsatsen är vanligtvis i valsat rostfritt material 1.4301 som standard men finns också i andra material.

## Bilder

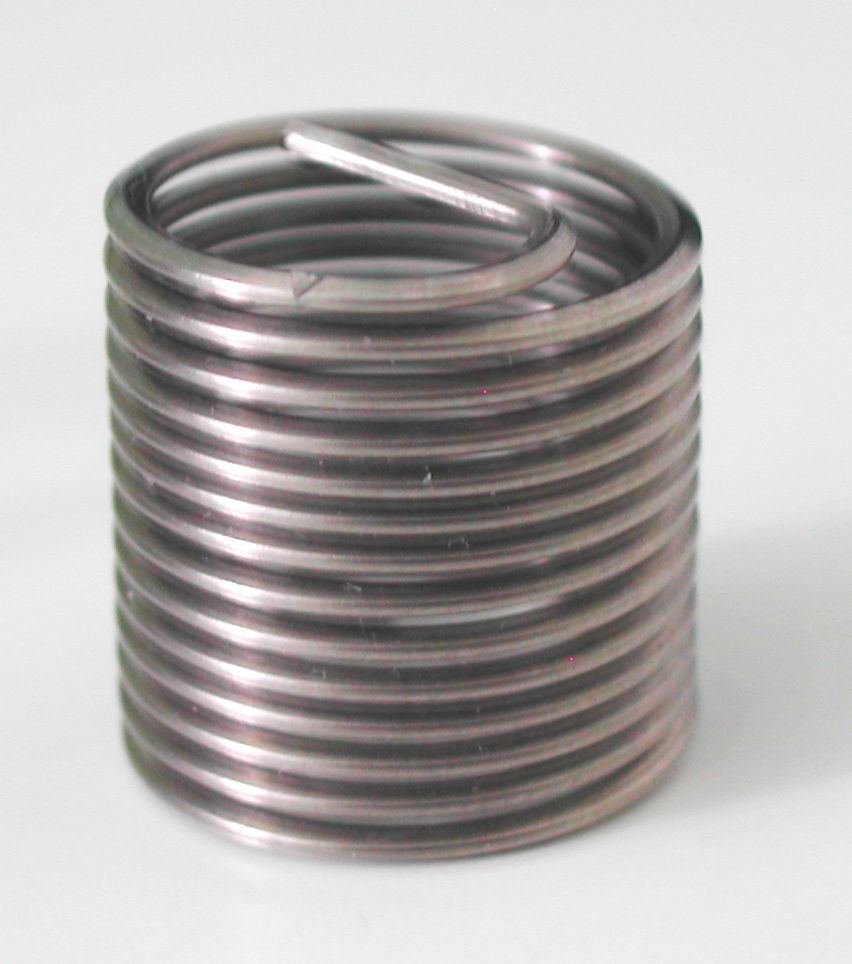
Helicoil M14x1,25.
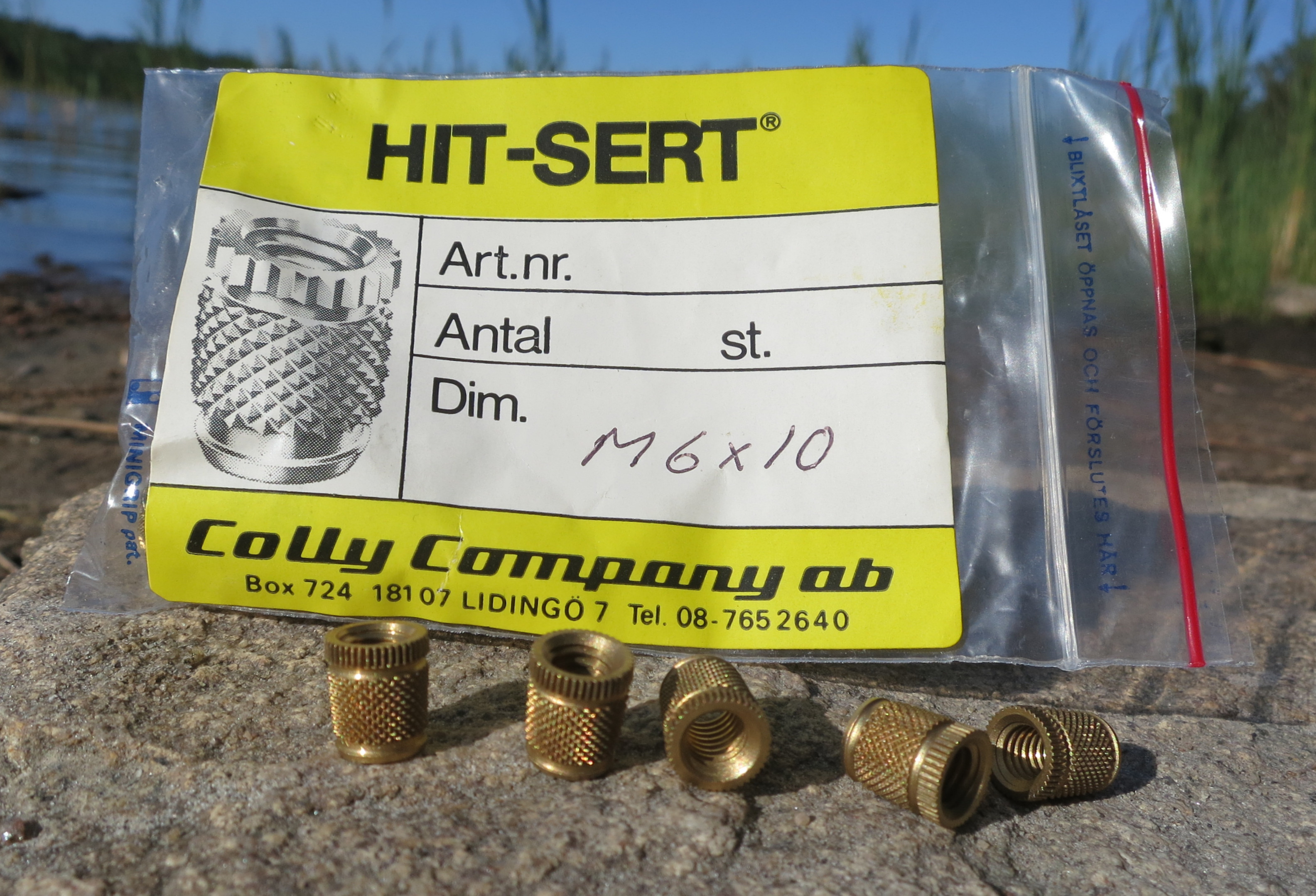
Den svensktillverkade mässings-gänginsatsen Hit-Sert M6x10